# Too Close to Home
Too Close to Home è una serie televisiva statunitense, creata, prodotta, scritta e diretta da Tyler Perry andata in onda su TLC il 22 agosto 2016. È la prima serie scritta per TLC. TLC ha rinnovato la serie per una seconda stagione il 1º settembre 2016, andata in onda il 4 gennaio 2017.Le repliche della serie sono andata in onda anche sella rete OWN dove tutte le altre serie di Tyler Perry sono trasmesse regolarmente.
Il 2 novembre 2017 è stato confermato che la serie era stata cancellata e non sarebbe stata rinnovata per una terza stagione.

## Trama
La serie segue una giovane donna, Anna che, dopo aver avuto una relazione con il Presidente degli Stati Uniti, diventa il centro di uno scandalo politico. Quando lo scandalo esplode, torna alla sua vecchia vita.